# 인고메루스
잉고메르(Ingomer, ? - 494년)는 프랑크 왕국 메로빙거 왕조의 왕족으로 클로비스 1세와 클로틸드의 장남이었다. 아리우스파 기독교 혹은 이교도였다가 정통파 기독교로 개종했던 아버지 클로비스 1세는 그가 태어나자 유아 세례를 베풀기도 했다. 그러나 기대와는 어긋나게도 잉고메르는 어려서 일찍 사망했다.

## 가족 관계
- 할아버지 : 힐데리히 1세
- 아버지 : 클로비스 1세
- 어머니 : 성 클로틸드
  - 동생 : 클로도미르
  - 동생 : 힐데베르트 1세
  - 동생 : 클로타르 1세
  - 이복 형제 : 테오데리히 1세

## 같이 보기
- 프랑크 왕국
- 클로비스 1세
- 테오데리히 1세
- 클로타르 1세
- 힐데베르트 1세
- 클로도미르
- 클로도알드
- 메로빙거 왕조